# Sint-Joris en de draak (Stratum)
Sint-Joris en de draak is een 20e-eeuws ruiterstandbeeld in de Nederlandse plaats Stratum (Eindhoven).

## Achtergrond
Eind 19e eeuw werd door de broeders van Liefde een jongensinternaat gebouwd op het voormalig landgoed De Heihoef in Stratum. In 1898 kreeg het geheel de naam Eikenburg. In 1909 vierde rector Henricus van Hussen zijn zilveren priesterjubileum. Op 7 juni werd ter gelegenheid daarvan in de kapel een mis gehouden, waarna buiten het beeld van Sint-Joris werd gewijd. Het beeld staat in het verlengde van de oprijlaan. Het wordt toegeschreven aan de Stratumse beeldhouwer Jan Custers, hij signeerde het beeld niet.

## Beschrijving

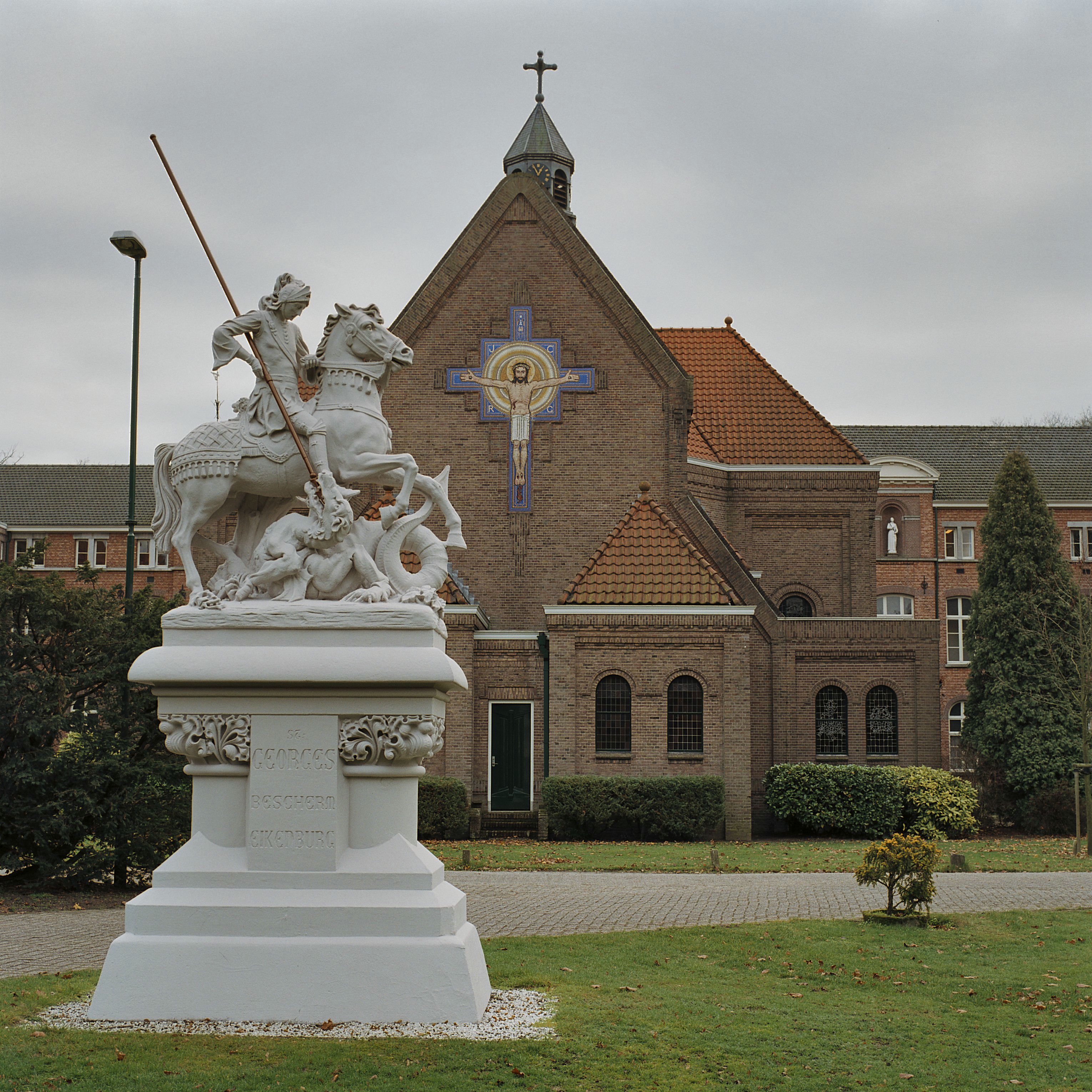
Het beeld met op de achtergrond de kapel

Het neogotische, stenen beeld toont Sint-Joris zittend op een paard. De hengst is voorzien van tuigage en een zadel. Joris is gekleed in een harnas en draagt een helm met open vizier. In zijn rechterhand houdt hij een metalen lans die hij in de bek van de draak steekt. De draak ligt aan de voeten van het paard, met zijn hoofd en nek naar achteren gestrekt, in zijn open bek de lans. Op de hoge sokkel zijn bladmotieven aangebracht. Op de achterzijde is de datum 7 juni 1909 te lezen en de initialen J.v.d.W. en G.v.L., verwijzend naar de schenkers: oud-pastoor George van Lil en Josephine van der Weijden. De inscriptie aan de voorzijde luidt: 

ST.-
GEORGES
BESCHERM
EIKENBURG

## Waardering
Het standbeeld werd in 2001 als rijksmonument in het Monumentenregister opgenomen. "Het heeft cultuurhistorische waarde als voorbeeld van de typologische ontwikkeling van het ruiterstandbeeld. Het is kunsthistorisch van belang vanwege de stijl en als voorbeeld van het werk van het atelier Custers. Het heeft ensemblewaarden vanwege de samenhang van hoofdgebouw, kapel en standbeeld. Het is gaaf bewaard gebleven en als religieus ruiterstandbeeld betrekkelijk zeldzaam."